# Krizia
Krizia, pseudonyme de Maria Mandelli, dite Mariuccia (née le 31 janvier 1925 à Bergame et décédée le 6 décembre 2015 à Milan) était une styliste et entrepreneuse italienne parmi les plus célèbres créatrices de mode de ce pays.
Le nom Krizia fait référence au titre du dernier Dialogue inachevé de Platon (Κριτίας, centré sur la vanité féminine).
Elle est la tante de Carolina Rosi.

## Biographie
Née à Bergame en 1925, elle nourrit dès son plus jeune âge une irrépressible passion pour la mode, en démontrant très tôt un don pour la coupe, la couture et la conception de vêtements. Elle étudie en Suisse et, encouragée par une de ses tantes, elle se présente au concours pour devenir enseignante. Devenue institutrice, elle quitte son poste pour ouvrir un atelier à Milan, où elle se lance, avec son amie Flora Dolci, dans la production de jupes et robes simples aux lignes épurées.
La première manifestation publique à laquelle Krizia (nom emprunté à un des dialogues de Platon sur la vanité féminine) et ses modèles se présentent est le SAMIA (Salon du marché international de l’habillement) de Turin en 1957, jusqu'à son premier show en 1964 au Palais Pitti de Florence présentant une collection de « rupture » toute en noir et blanc, grâce à laquelle elle remporte le prix « Critica della Moda », décerné uniquement à Emilio Pucci auparavant. Elsa Robiola, figure clé de l'histoire du journalisme de mode italien écrit sur elle dans un article concernant l'événement : elle mentionne la nouvelle entreprise de mode qui présente des idées nouvelles.
Au cours de la deuxième moitié des années soixante, elle contribue à ce que les présentations des collections se déplacent de Florence à Milan, qui deviendra ainsi la capitale de la mode et du prêt-à-porter italien.
Vers la fin des années soixante, elle épouse Aldo Pinto. Au cours de la même période, elle donne naissance à la fois à Kriziamaglia, pour laquelle sont inaugurés de nouveaux espaces de production à Sesto Ulteriano et à Kriziababy, avec un établissement à Bergame. En 1971, alors que la mode prévoyait uniquement des modèles maxi ou midi, elle présente une collection de shorts très courts (hot pants), grâce auxquels elle remporte le prix « Tiberio d'oro » à Capri. Les formes et assemblages audacieux et l'utilisation de matériaux insolites tels que le caoutchouc, le liège et l'anguille lui valent le surnom de "Crazy Krizia", attribué par la presse américaine. Dans les années soixante-dix, un accord est signé avec l'entreprise Italo Cremona pour la production de lunettes de la marque Krizia.
En 1978, un accord est signé avec l'entreprise Florbath pour la production de parfums. Le premier parfum, K de Krizia, dont le flacon est conçu par Pierre Dinand et l'odeur signée Maurice Roucel, fait ses débuts en 1980. Dans les années qui suivent sont lancés les parfums Krizia Uomo (1983) et Teatro alla Scala by Krizia (1986). En 1982, Krizia fait partie d'un groupe composé de huit styliste internationaux envoyé par le MIT de Cambridge à l'exposition Intimate architecture: contemporary clothing design. En 1984, elle achète à la société Montecani le Palazzo Melzi D'Eril au numéro 19 de la rue milanaise Manin, et elle y transfère le siège de l'entreprise, ses ateliers et son showroom en 1985. Dans les alentours du nouveau siège social, au numéro 21, elle ouvre le Spazio Krizia, une salle destiné à accueillir les défilés, présentations et événements culturels. Au cours de la même année, elle devient associée de la maison d'édition La Tartaruga.
En 1986, elle est nommée, aux côtés de ses confrères Giorgio Armani, Gianfranco Ferré, Gianni Versace et Valentino Garavani, Commandeur de l'ordre du Mérite de la République italienne par le Président de la République Francesco Cossiga. En 1988, elle lance sa collection Krizia Uomo. Elle inaugure le K Club sur l'île de Barbuda, lieu qui fut choisi comme destination de vacances pendant plusieurs saisons par la Famille Royale anglaise. La collection de taille standard Per te by Krizia voit le jour grâce à un accord signé avec le groupe Miroglio d'Alba et sera suivie par la collection Per te Aktive by Krizia, destinée à une clientèle plus jeune. Dans les années quatre-vingt-dix, elle figure parmi les suspects dans le cadre du scandale Mains propres, accusée d'avoir versé des pots-de-vin à la brigade financière. En 1998, elle est acquittée par la Cour d'Appel.
En 1995, la rétrospective « Krizia. Una storia » est présentée à la Triennale de Milan pour célébrer les quarante ans de carrière de la styliste. En 1999, l'Université de New York lui ouvre les portes de sa Grey Art Gallery, une première pour un styliste, et accueille son exposition "Krizia", avec les décors de Dante Ferretti. Au cours de la même année, elle organise le défilé de présentation des propositions pour la saison printemps-été 2000 en ligne. L'entreprise Morris Profumi de Parme devient la nouvelle concessionnaire pour la collection de parfum. De nouvelles senteurs dont l'Eau de Krizia et les deux déclinaisons pour femme et pour homme d'Istinto sont mis en vente. En 2001, le Musée d'Art Contemporain de Tokyo accueille l'exposition « Krizia Moving Shapes », qui relate le travail de près d'un demi siècle de la styliste.
À partir du début des années 2000, elle collabore avec de jeunes talents pour la conception des collections. Parmi les plus connus figurent Alber Elbaz, Jean-Paul Knott, Hamish Morrow, Giambattista Valli et Gianluca Capannolo. Pendant plusieurs années, la société Miriade, en collaboration avec la société Krizia produit une gamme d'accessoires (sacs, ceintures et chaussures) pour la deuxième collection de la maison, KRIZIAPOI. La cible est jeune et les produits sont novateurs et branchés. En collaboration avec la société The First, nouveau concessionnaire des collections de parfums, le relooking et la relance des deux senteurs historiques de la marque K de Krizia et Krizia Uomo sont annoncées. En 2013, la collection Krizia Teen, pensée pour les plus jeunes est lancée.
Krizia meurt le 6 décembre 2015, succombant des suites d'une attaque dans sa demeure à Milan.

## Prix et distinctions
- Critica della Moda - Florence - 1964
- I Magnifici Sette - Pavie - 1969
- Tiberio d'Oro - Capri - 1972
- Prix Umberto Biancamano - Milan - 1982 (récompense attribuée aux personnes s'étant distinguées sur le plan politique, artistique et culturel pour l'importance de la contribution apportée au renforcement du concept d'Unité Européenne en Italie)
- The Best Six - Tokyo - 1986
- Premio Città di Sanremo - Sanremo 1984
- Nommée Commandeur de l'ordre du Mérite de la République italienne - Rome -1986
- Prix Minerva - Rome -1986
- Night of Stars - New York - 1987
- Prix Waterman Forum - Milan - 1988
- Donna Ideale Leader - Saint Vincent -1988
- Prix Accademia del Profumo - Bologne -1990
- Prix Ars et Labor Europa - Milan -1991
- Prix Donna e Società - Bergame -1991
- Prix Categoria Industria 1993 pour le packaging- Milan
- Prix Maschera D'Oro 1996
- Prix “Giuseppe Verdi. Una vita per la musica” - 2000
- Prix “Isimbardi per la Moda” – Milan 2001
- Prix “Sigillo Longobardo” - Milano 2002
- Récompense “Paul Harris” – Bergame – 2006
- Rosa Camuna – Milan 2010

## Spazio Krizia
Le Spazio Krizia est une salle de spectacle multifonctionnelle conçue par Piero Pinto dans la cour du Palazzo Melzi d'Eril, au numéro 21 de la rue Daniele Manin à Milan. En capacité d'accueillir plus de 600 personnes, il s'agit d'un espace flexible et facilement transformable grâce à un système de mezzanine et d'estrades mobiles. À partir de 1985, année de son inauguration, l'espace accueille les défilés des collections de Krizia ainsi que de nombreux événements principalement ouverts aux écrivains, musiciens et designers. Ettore Sottsass, Isabel Allende, David Leavitt, Sting, Dario Fo, Bořek Šípek, Ingo Maurer et Catherine Dunne sont notamment montés sur la scène du Spazio Krizia.